# Station Łobez Świętoborzec
Station Łobez Świętoborzec was een spoorwegstation in de Poolse plaats Łobez aan de smalspoorlijn naar Stargard. De lijn is in 1991 gesloten voor passagiers en in 1995 voor goederen.